# Archaeoidea
Archaeoidea é uma superfamília de aranhas araneomorfas, com cinco famílias de aranhas com oito olhos.

## Taxonomia
A superfamília Archaeoidea integra os seguintes géneros: 
- Archaeidae: 3 géneros, 54 espécies
- Holarchaeidae: 1 género, 2 espécies
- Mecysmaucheniidae: 7 géneros, 25 espécies
- Micropholcommatidae: 19 géneros, 66 espécies
- Pararchaeidae: 7 géneros, 35 espécies